# 1er Kniaji
1er Kniaji (en russe : 1-й Княжий) est un khoutor du selsoviet de Zaolechenka du raïon de Soudja dans l'oblast de Koursk, en Russie. Sa population s'élevait à 177 habitants au recensement de 2021.

## Géographie
Le khoutor de 1er Kniaji se situe dans l'oblast de Koursk, un oblast de la partie européenne de la Russie. Le khoutor fait partie du raïon de Soudja, avec Soudja comme centre administratif. Il se trouve dans le selsoviet de Zaolechenka, une municipalité, avec le village de Zaolechenka comme chef-lieu.

## Démographie
Recensements (*) et estimations de la population :
| 2002 * | 2010* | 2021* | - |
| ------ | ----- | ----- | - |
| 216    | 192   | 177   | - |